# Pachymelos chinensis
Pachymelos chinensis là một loài tò vò trong họ Ichneumonidae.